# Gymnosporia vitiensis
Gymnosporia vitiensis là một loài thực vật có hoa trong họ Dây gối. Loài này được (A.Gray) Seem. mô tả khoa học đầu tiên năm 1865.